# Sông Lech
Sông Lech (tiếng Latinh: Licus, Licca) là một con sông ở Áo và Bayern (Đức). Nó là một phụ lưu phía bên phải của sông Donau, dài 264 kilômét (164 mi). Nguồn của nó nằm ở Vorarlberg, Áo, nơi mà nước từ hồ Formarinsee ở vùng Alpen với độ cao là 1.870 mét (6.120 ft) chảy vào. Trước khi chảy sang Đức, nó nhận nước từ sông Vils, ở đó nó tạo thành Lechfall, một thác với độ cao 12 mét-high (39 ft); sau đó hồ chảy vào khe núi (Lechschlucht). Rời khỏi vùng Alpen, Lech chảy vào khu vực đồng bằng Allgäu tại Füssen ở độ cao 790 mét (2.580 ft) thuộc bang Bayern, nơi mà trước đó là ranh giới với Schwaben ngày xưa. Sông Lech chạy ngang qua thành phố Füssen, rồi qua hồ Forggensee, một hồ nhân tạo mà cạn vào mùa đông. Tiếp theo đó, sông này chảy về hướng bắc ngang qua các thành phố Schongau, Landsberg am Lech, Augsburg, nơi nó nhận nước từ sông Wertach). Đối diện với Marxheim, khoảng 12 km theo hướng nước sông Donau chảy từ Donauwörth, sông Lech nhập vào sông Donau. Làng Lechsend mà thuộc về xã Marxheim, vì dòng sông thay đổi, không nằm đối diện với cửa miệng nữa.

## Từ nguyên
Chữ khắc từ thế kỉ VIII-thế kỉ VII TCN chứng minh rằng tên sông được nhắc đến lần đầu tiên trong tên licates của bộ lạc người Celt. Dòng sông được gọi là Likios hoặc Likias vào thế kỷ thứ 2. Vào khoảng năm 570, tên Licca được tìm thấy trong các tài liệu. Vào thế kỷ thứ 8, những cái tên như Lecha và Lech đã xuất hiện. Thuật ngữ Licus vẫn được sử dụng vào năm 1059.
Tên này tương tự như từ tiếng Wales llech ("phiến đá") và từ Breton lec'h ("bia mộ"). Trong bối cảnh này, ý nghĩa của từ "Lech" được giải thích là "đá".

## Lịch sử
Có nhiều sự kiện lịch sử đã được quyết định trên bờ sông này.
- Vào năm 278, hoàng đế La Mã Probus đã chiến thắng một lực lượng xâm lược lớn hơn của người Burgundi và người Vandal đã tấn công tỉnh Rhaetia của La Mã.
- Tại Lechfeld, một vùng đồng bằng đá giữa Lech và Wertach gần Augsburg, Otto I đã đánh bại người Magyar vào tháng 8 năm 955.
- Trong trận chiến Mưa tháng 4 năm 1632, Gustavus Adolphus của Thụy Điển đã đánh bại và làm trọng thương Johan Tzerclaes, Bá tước Tilly.

## Nhà máy thủy điện
Hiện tại, có 33 nhà máy thủy điện trên sông Lech. Các nhà máy điện được liệt kê bắt đầu tại các đầu nguồn:
| Đập | Tên                             | Công suất lắp đặt (MW) | Năm hoàn thành | Ảnh |
| --- | ------------------------------- | ---------------------- | -------------- | --- |
| 1   | Lechstaustufe Horn              | 5.0                    | 1952           |     |
| 2   | Forggensee                      | 45.5                   | 1954           |     |
| 3   | Premer Lechsee                  | 19.2                   | 1972           |     |
| 4   | Lechstaustufe Lechbruck         | 5.0                    | 1903/1958      |     |
| 5   | Lechstaustufe 3 – Urspring      | 10.2                   | 1971           |     |
| 6   | Lechstaustufe 4 – Dessau        | 10.2                   | 1971           |     |
| 7   | Dornautalsperre                 | 16.6                   | 1960           |     |
| 8   | Lechstaustufe 7 – Finsterau     | 7.7                    | 1950           |     |
| 9   | Lechstaustufe 8 – Sperber       | 7.3                    | 1947           |     |
| 10  | Lechstaustufe 8a – Kinsau       | 9.2                    | 1992           |     |
| 11  | Lechstaustufe 9 – Apfeldorf     | 7.2                    | 1944           |     |
| 12  | Lechstaustufe 10 – Epfach       | 8.3                    | 1948           |     |
| 13  | Lechstaustufe 11 – Lechblick    | 8.1                    | 1943           |     |
| 14  | Lechstaustufe 12 – Lechmühlen   | 7.9                    | 1943           |     |
| 15  | Lechstaustufe 13 – Dornstetten  | 8.2                    | 1943           |     |
| 16  | Lechstaustufe 14 – Pitzling     | 7.9                    | 1944           |     |
| 17  | Lechstaustufe 15 – Landsberg    | 8.0                    | 1944           |     |
| 18  | Lechstaustufe 18 – Kaufering    | 16.7                   | 1975           |     |
| 19  | Lechstaustufe 19 – Schwabstadl  | 12.0                   | 1981           |     |
| 20  | Lechstaustufe 20 – Scheuring    | 12.2                   | 1980           |     |
| 21  | Lechstaustufe 21 – Prittriching | 12.1                   | 1983           |     |
| 22  | Lechstaustufe 22 – Unterbergen  | 12.4                   | 1982           |     |
| 23  | Lechstaustufe 23 – Mandichosee  | 12.0                   | 1978           |     |
| 24  | Hochablass                      | 3.1                    | 2013           |     |
| 25  | Eisenbahnerwehr                 | 3.2                    | 2006           |     |
| 26  | Wolfzahnauwehr                  | 2.0                    | 2010           |     |
| 27  | Kraftwerk Gersthofen            | 9.9                    | 1901           |     |
| 28  | Kraftwerk Langweid              | 7.0                    | 1908           |     |
| 29  | Kraftwerk Meitingen             | 11.6                   | 1922           |     |
| 30  | Staustufe Ellgau                | 10.0                   | 1952           |     |
| 31  | Staustufe Oberpeiching          | 12.3                   | 1954           |     |
| 32  | Staustufe Rain                  | 11.2                   | 1955           |     |
| 33  | Staustufe Feldheim              | 8.5                    | 1960           |     |

## Thư viện ảnh

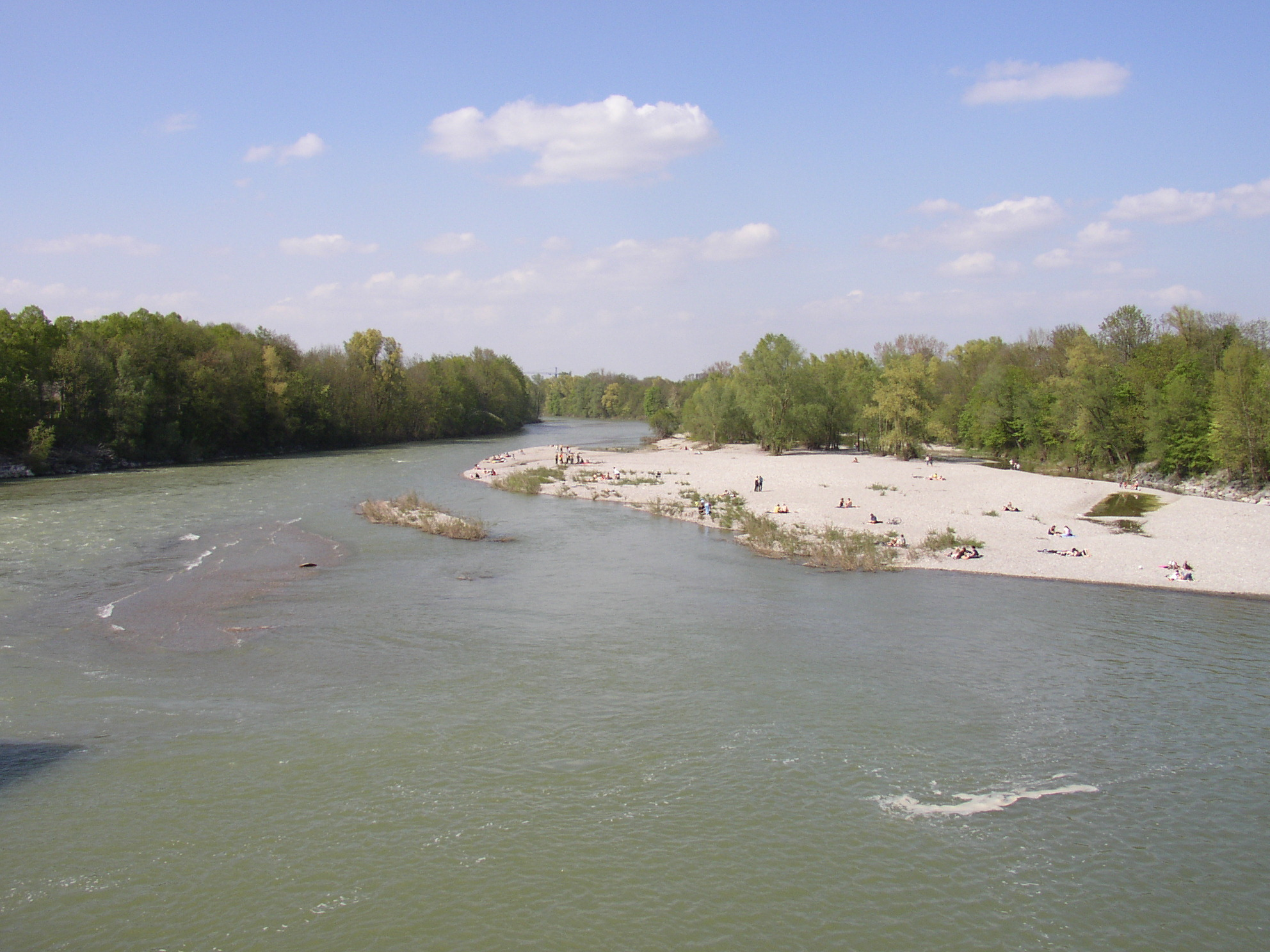
Một đoạn sông Lech ở Augsburg
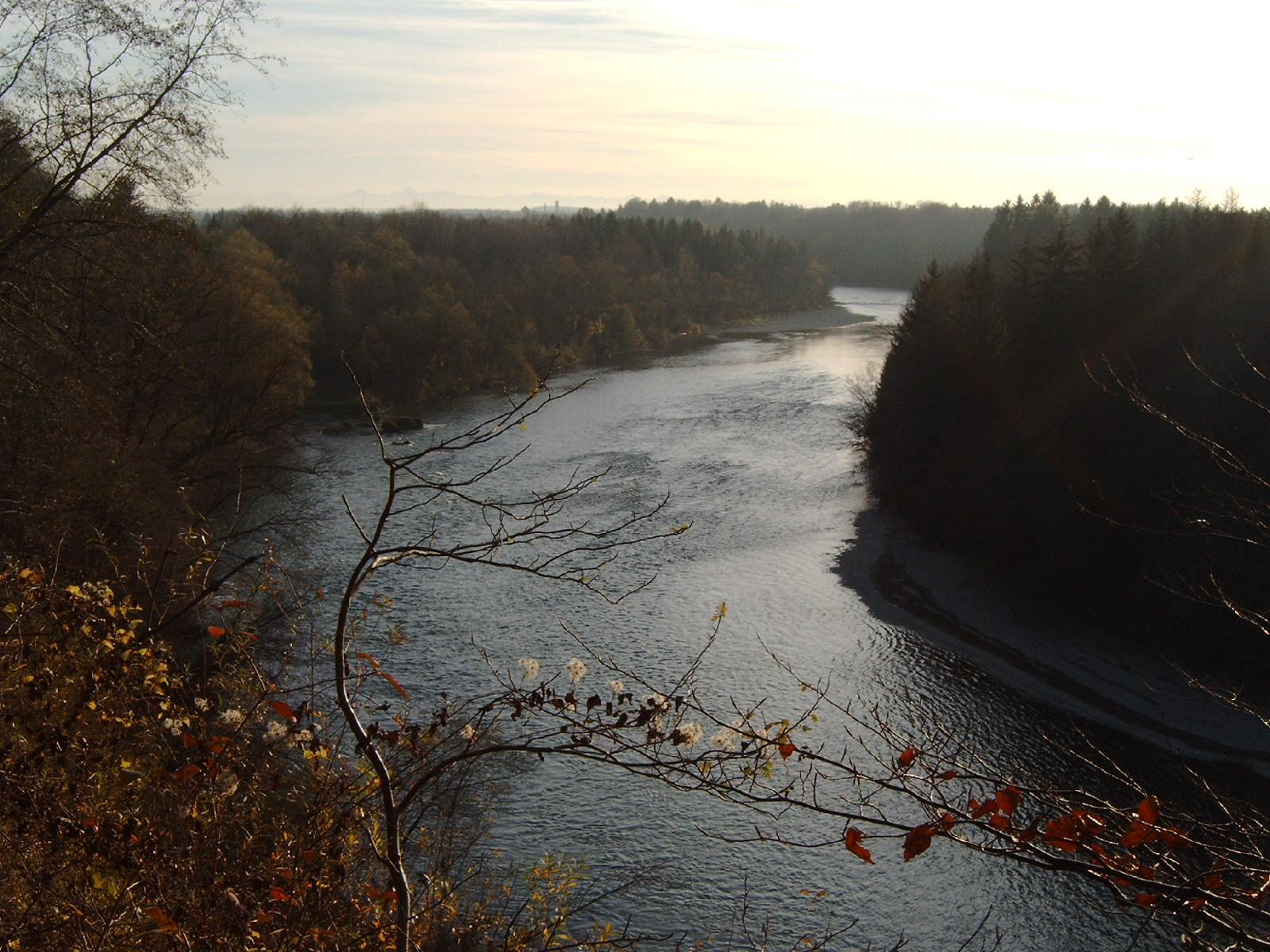
Sông Lech, bối cảnh là thành phố Landsberg
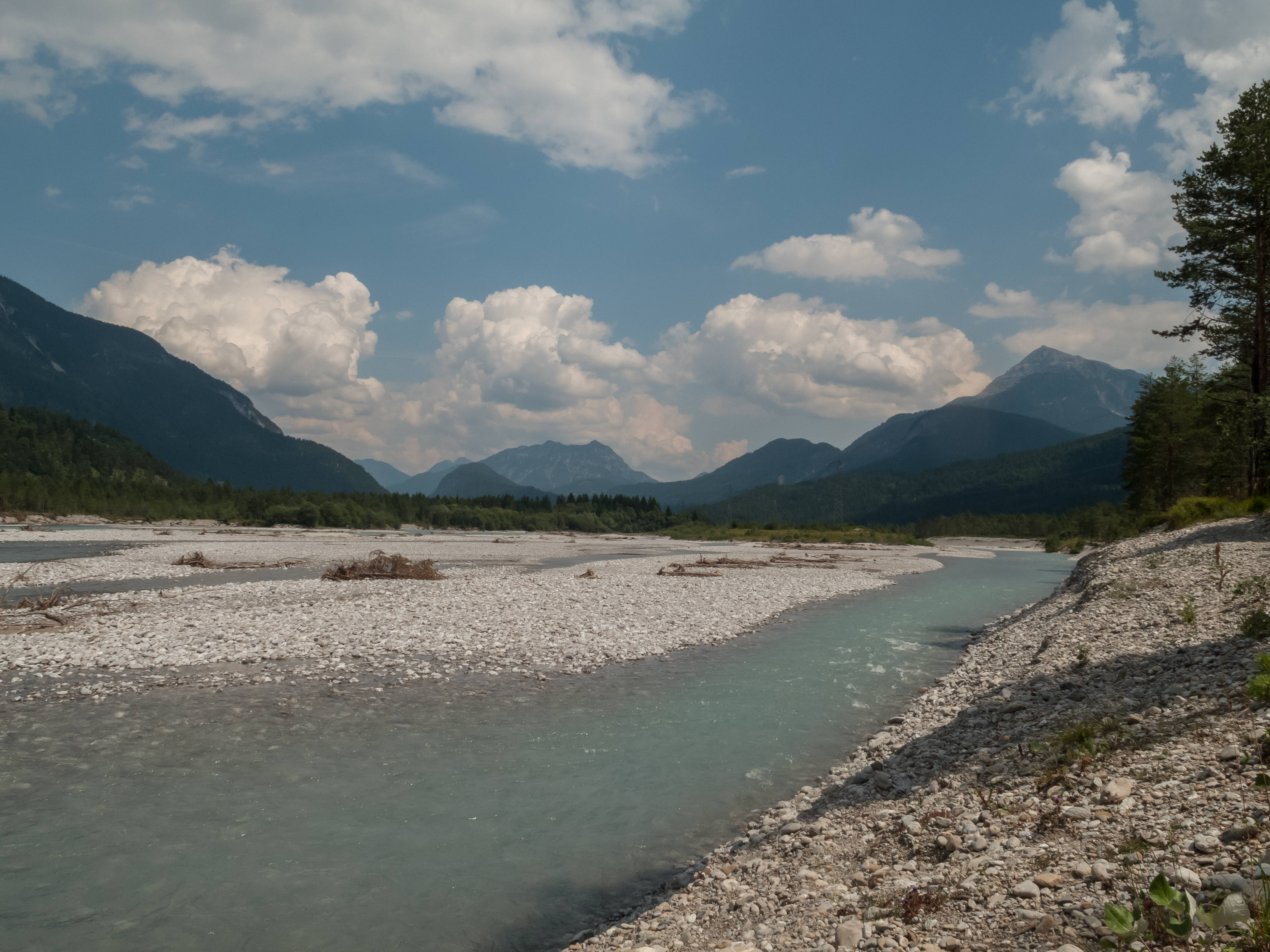
Sông Lech giữa Weissenbach và Forchach
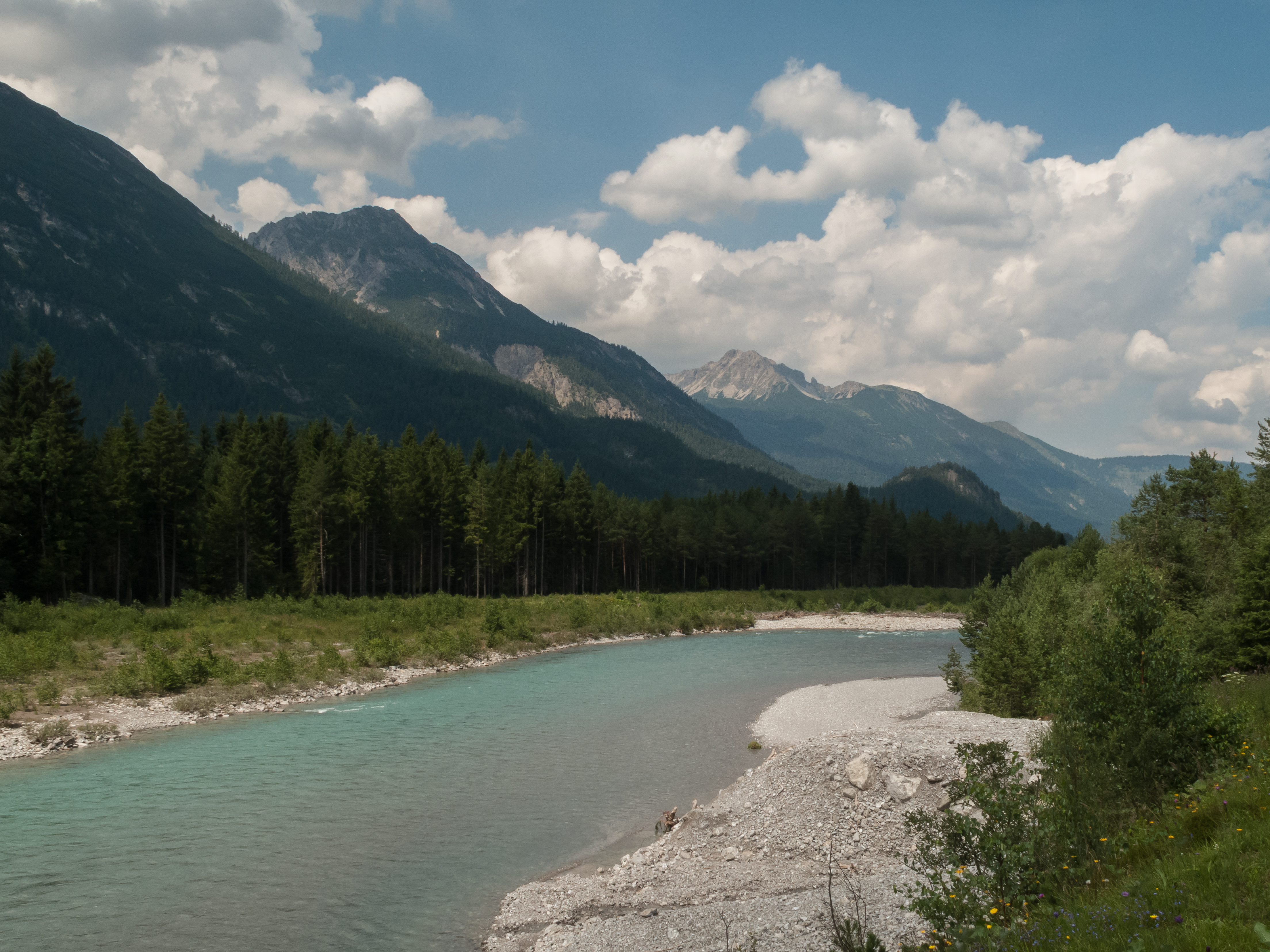
Sông Lech giữa Elmen và Stanzach
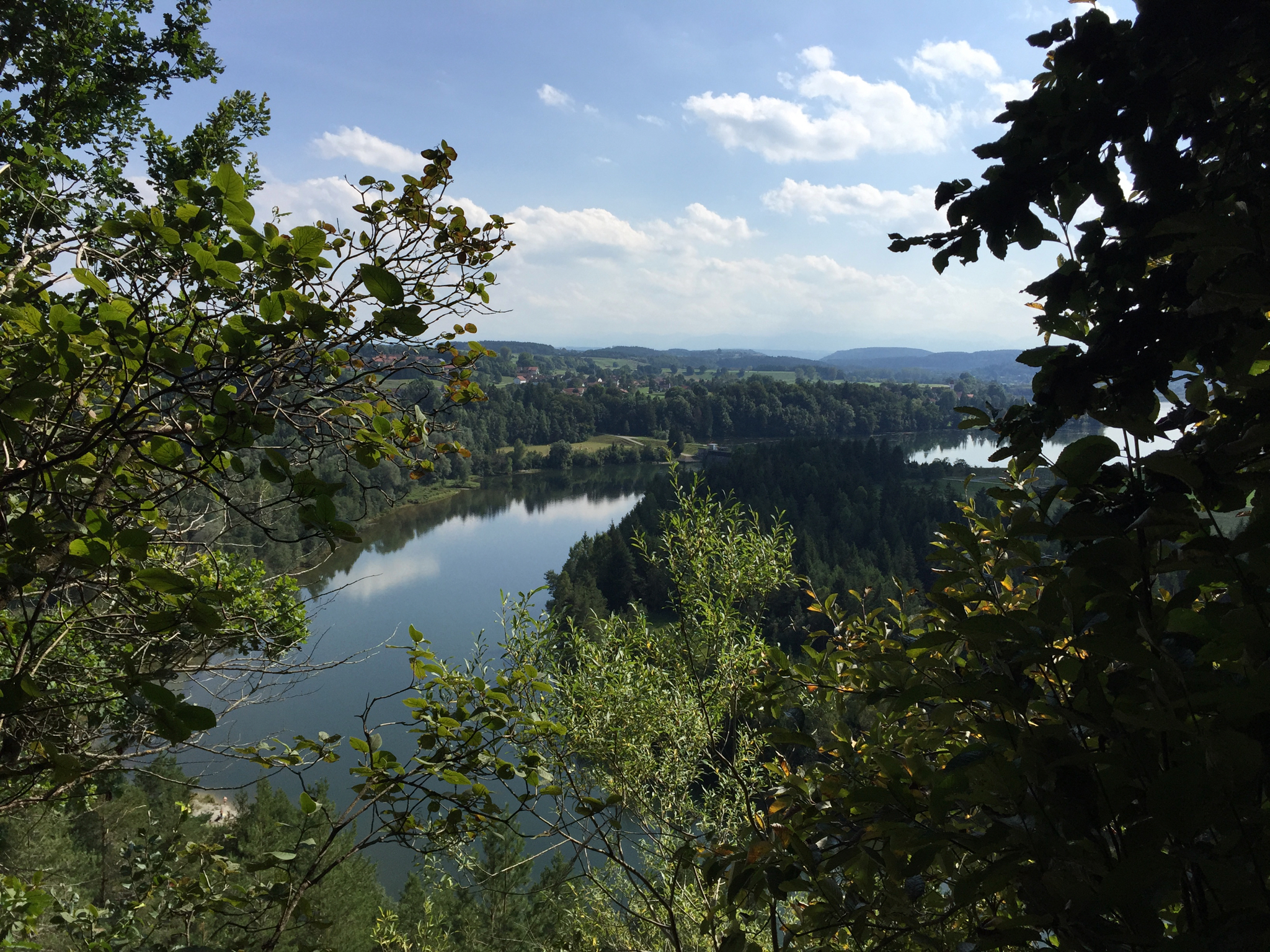
Sông Lech giữa Apfeldorf và Epfach
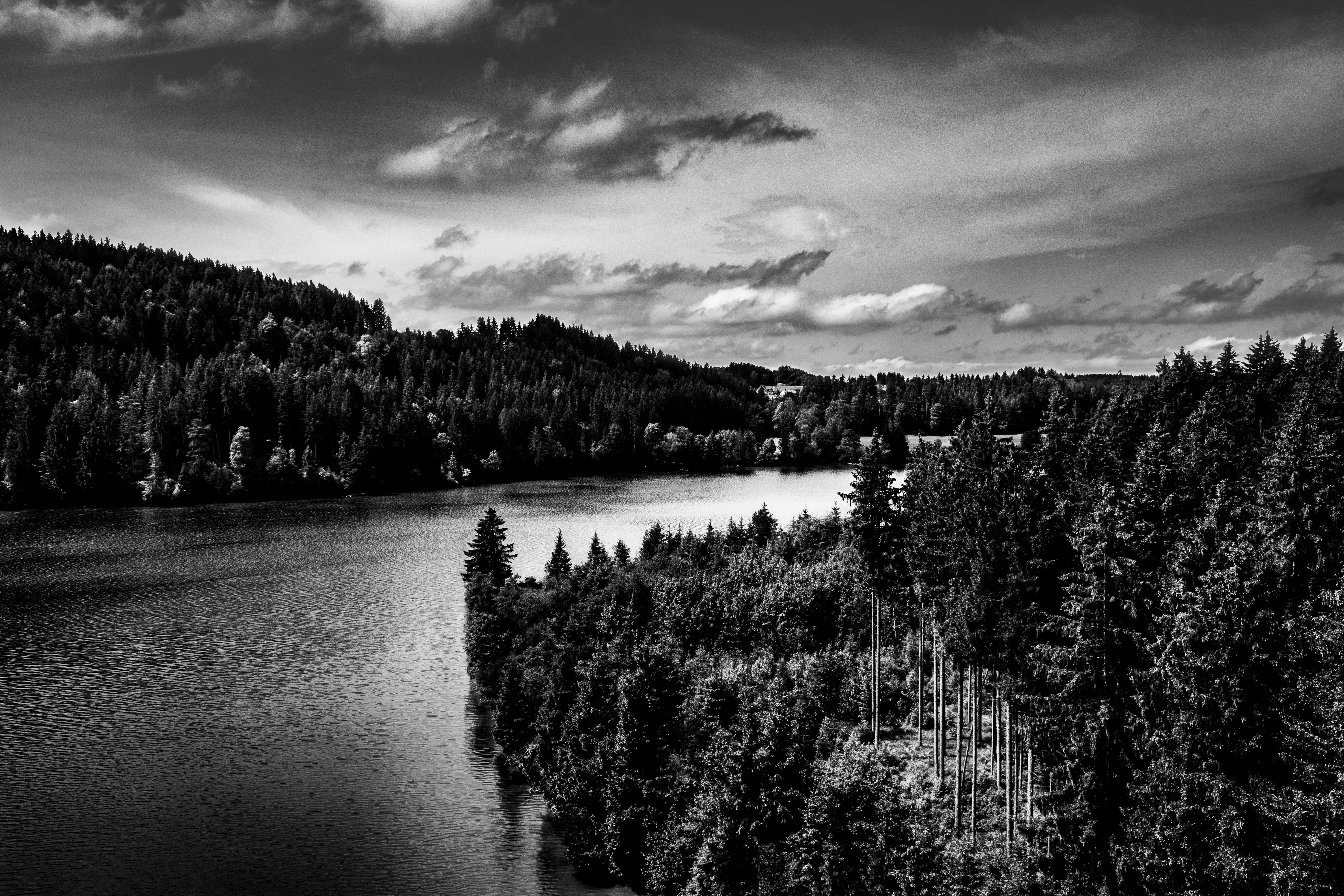
Sông Lech bởi Andrei Gavrilița